# Nordstrand Idrettsforening
Il Nordstrand Idrettsforening  è una società polisportiva norvegese con sede a Oslo. Fondata nel 1919, oggi ha sei sezioni che gestiscono le varie discipline.

## Storia
Il Nordstrand Idrettsforening è stato fondato ufficialmente nel 1919. La storia della società è iniziata però nel 1891 con la fondazione dello Skiklubben Freidig, a cui nel 1900 si è unita la squadra calcistica del Grane Nordstrand. Sulla base di queste fusioni, il Nordstrand ha festeggiato il 100º anniversario nel 1991. Il Grane Nordstrand ha vinto il Norgesmesterskapet 1902.
Nel 1921 sono cominciate le attività legate all'atletica leggera, mentre quelle relative all'orientamento sono partite nel 1925. Successivamente, il Nordstrand ha provato a creare delle divisioni di hockey e bandy, ma senza successo. Nel 1977, il Nordstrand ha costituito una divisione legata allo sci alpino. Successivamente, Kjetil André Aamodt ha rappresentato la polisportiva in questa disciplina ed in carriera si è aggiudicato dodici medaglie mondiali (cinque gli ori), una Coppa del Mondo generale e tre di specialità. Nel 1989 sono cominciate le attività legate al triathlon.
Nel 2016, la sezione calcistica milita nella 3. divisjon, quarto livello del campionato norvegese.

## Sezioni

### Pallamano
La squadra di pallamano è stata istituita nel 1919.

### Altre sezioni
Di seguito l'elenco delle sezioni sportive e delle attività associate che fanno parte della polisportiva:
- Atletica leggera
- Calcio
- Golf
- Nuoto
- Triathlon

## Palmarès

### Calcio

#### Altri piazzamenti
- 4. divisjon:

Secondo posto: 2017